# Шулепниково

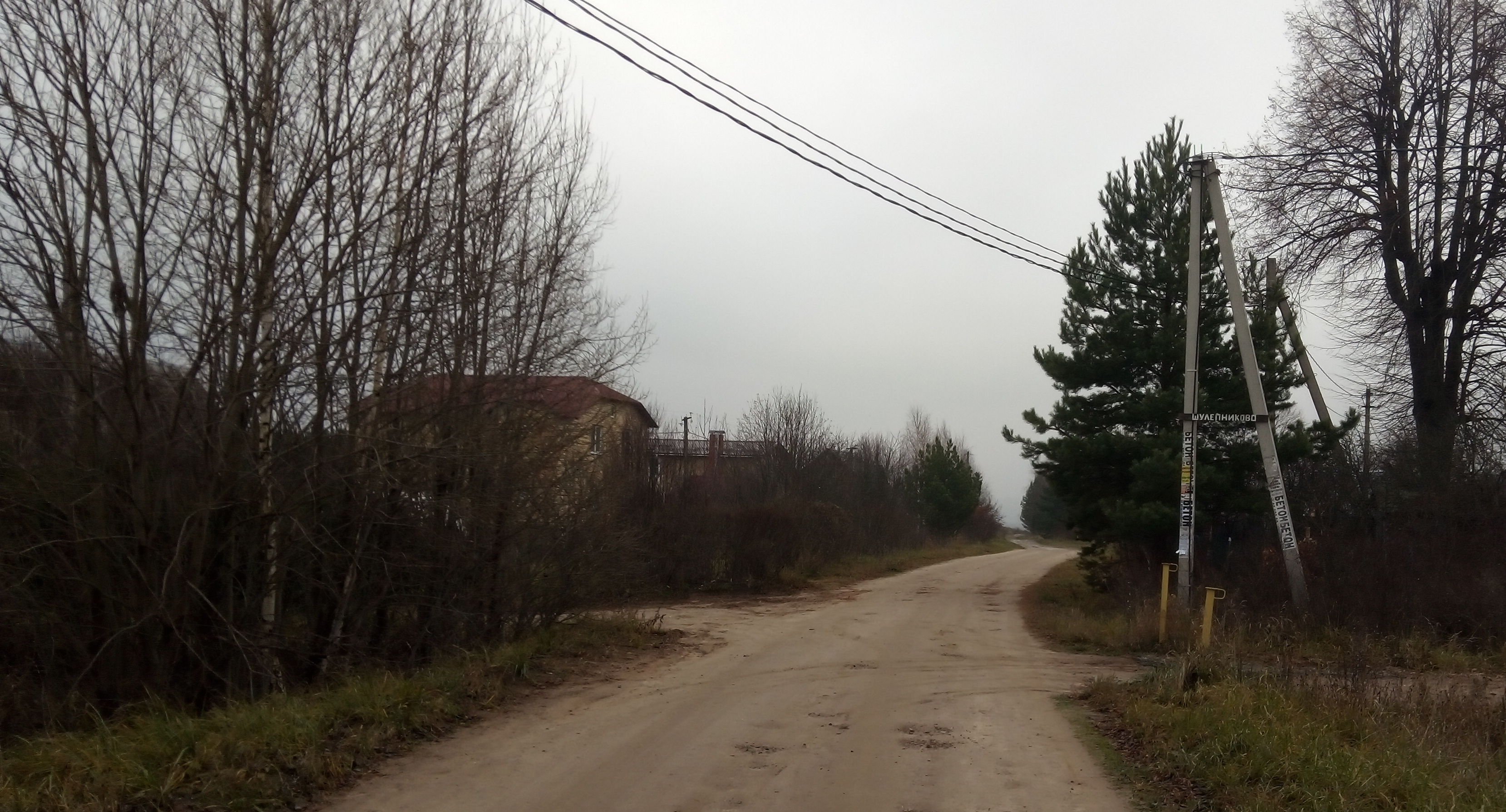
Ноябрь 2019.

Шулепниково — деревня в Дмитровском районе Московской области, в составе сельского поселения Синьковское. Население — 6 чел. (2010). До 2006 года Шулепниково входило в состав Кульпинского сельского округа.

## Расположение
Деревня расположена в западной части района, недалеко от границы с Солнечногорским, примерно в 26 км к западу от Дмитрова, на возвышенности Клинско-Дмитровской гряды, высота центра над уровнем моря 213 м. Ближайшие населённые пункты — Лукьяново на севере и Головино на востоке.

## Население
| 2002 | 2006 | 2010 |
| ---- | ---- | ---- |
| 41   | ↘3   | ↗6   |